# Léon Bajolle
Léon Céline Marius Bajolle (Marseille, 9 juillet 1856 – Nancy, 24 février 1945) est un général de division français dont le nom est associé à la Première Guerre mondiale.

## Biographie

### Grades
- 20 octobre 1874 : élève à Saint-Cyr
- 1er octobre 1876 : sous-lieutenant
- 30 décembre 1881 : lieutenant
- 31 mai 1886 : capitaine
- 10 juillet 1894 : chef de bataillon
- 3 novembre 1900 : lieutenant-colonel
- 9 mai 1906 : colonel
- 24 mars 1910 : général de brigade
- 20 mai 1914 : général de division

### Postes
- 9 mai 1906 chef de corps du 37e RI.
- 24 mars 1910 : commandant de la 78e brigade d'infanterie.
- 29 novembre 1913 : commandant de la  15e division d'infanterie et les subdivisions de région de Chalon-sur-Saône, de Mâcon, d'Auxonne et de Dijon.
- 5 décembre 1914 : adjoint au commandant de la 15e région.
- 9 décembre 1914 : commandant de la 81e division d'infanterie territoriale puis, le 8 avril 1917 la  81e division d'infanterie.
- 6 janvier 1918 : en réserve de commandement au groupe d'armées du Nord.
- 27 février 1918 : placé dans la section de réserve.
- 11 octobre 1918 : commandant de la division d'Alger.
- 24 octobre 1919 : replacé dans la section de réserve.

## Décorations

### Décorations françaises
- Grand officier de la Légion d'honneur (décret du 29 décembre 1917)[1]
  -  Commandeur de la Légion d'honneur (décret du 11 juillet 1912)
  -  Officier de la Légion d'honneur (décret du 11 juillet 1903)
  -  Chevalier de la Légion d'honneur (décret du 17 mai 1885)
- Croix de Guerre 1914-1918
- Médaille coloniale (agrafes Sénégal et Soudan)
- Médaille interalliée 1914-1918
- Médaille Commémorative du Tonkin
- Médaille commémorative de la guerre 1914-1918

### Décorations étrangères
- Croix de Guerre 1914-1918 ( Belgique)